# Giove in Argo (Händel)

Isis - Egitto

Giove in Argo (Jupiter in Argos, HWV A14) è un'opera italiana di Georg Friedrich Händel. È uno dei tre lavori di Händel chiamati pasticci, creati con musiche ed arie provenienti da opere precedenti. Il libretto in italiano era di Antonio Maria Lucchini. L'opera fu eseguita per la prima volta al King's Theatre, Haymarket, Londra, il 1º maggio 1739.

## Storia
Il libretto, del poeta veneziano Lucchini, era stato scritto per un'opera di Antonio Lotti messa in scena a Dresda nel 1717. Händel potrebbe aver sentito l'opera di Lotti durante la sua visita a Dresda nel 1719, dove il famoso Senesino aveva cantato la parte di  Giove. Probabilmente Händel aveva preso una copia del testo in Inghilterra e se ne ricordò nel 1739, quando era alla ricerca di un libretto per un breve pasticcio con tre personaggi femminili.
Händel mise in scena diversi pasticci a Londra. Nella maggior parte dei casi adattò delle opere di successo di altri compositori italiani per Londra, ma scrisse anche tre pasticci in cui riutilizzò la musica dalle sue opere precedenti. Essi sono il ben noto Oreste , il poco conosciuto Alessandro Severo e Giove in Argo, completamente sconosciuto. Nell'ultima opera citata usò, a parte la musica delle sue opere precedenti, alcune composizioni originali e due arie (cantate da Iside) scritte dal compositore italiano Francesco Araja.
L'opera non andò bene a Londra e fu abbandonata dopo solo due spettacoli.

## Storia delle esecuzioni
Per molti anni si è ritenuto che la maggior parte di Giove in Argo fosse andata perduta, fino a quando furono scoperti alcuni vecchi manoscritti contenenti un notevole numero di arie mancanti. Tuttavia, la maggior parte dei recitativi del lavoro originale sono ancora mancanti.
Questa scoperta tuttavia consentì al musicologo e compositore John H. Roberts di mettere insieme un'opera rappresentabile senza la parte originale mancante, che fu parzialmente completata con la propria musica composta nello stile di Händel. Una edizione pubblicata di questa partitura sarà a breve disponibile grazie alla Complete Works Edition.
La prima rappresentazione moderna di Giove in Argo è avvenuta il 15 settembre 2006 a Bayreuth nel XVIII secolo alla Margravial Opera House in una messa in scena teatrale completa da parte del Concert Royal e del Collegium Cantorum di Colonia, coordinata da Igor Folwill e diretta da Thomas Gebhardt. La prima statunitense del lavoro ebbe luogo il 29 aprile 2008, in forma di concerto, presentato alla Carnegie Hall diretto da Robert Bass, l'Orchestra di St. Luke's e la Collegiate Chorale. Rufus Müller cantò il ruolo di Giove ed Elizabeth Futral fu Calisto. La prima rappresentazione nel Regno Unito, dopo quella del 1739, ha avuto luogo al Royal College of Music, Londra, nell'ambito del London Händel Festival, il 23 marzo 2015. È stata diretta da Laurence Cummings.

## Ruoli
| Ruolo                                                              | Voce         | Cast della prima 1 maggio 1739 |
| ------------------------------------------------------------------ | ------------ | ------------------------------ |
| Arete, un pastore: più tardi si rivelerà Giove                     | tenore       |                                |
| Isis, figlia di Inachus, promessa al Re dell'Egitto, Osiride       | mezzosoprano | Costanza Posterla              |
| Erastus, un pastore, più tardi si rivelerà Osiride, Re dell'Egitto | basso        | Gustavus Waltz                 |
| Diana                                                              | soprano      | Chiara Posterla                |
| Calisto, figlia di Licaone                                         | soprano      |                                |
| Licaone, camuffato da pastore, tiranno di Arcadia                  | basso        |                                |
| Coro di cacciatori, pastori e ninfe                                |              |                                |

## Registrazioni
- Giove in Argo (Tanya Aspelmeier, Theresa Nelles, Lisa Tjalve, Markus Auerbach, Benoit Haller; Concert Royal Köln, Kammerchor Würzburg; Conductor Thomas Gebhardt) CD 2007. Etichetta: Musicaphon
- Giove in Argo (Ann Hallenberg, Karina Gauvin, Anicio Zorzi Giustiniani, Vito Priante, Theodora Baka, Johannes Weisser; Il Complesso Barocco; Conductor Alan Curtis) CD 2013. Etichetta: Virgin Classics.